# Parti socialiste (Frankrijk)
De Parti socialiste (PS; Nederlands: Socialistische Partij) is een Franse politieke partij. Hoewel de partij gekwalificeerd is als democratisch socialistische partij, kan men vandaag de dag zeggen dat het een sociaaldemocratische partij is geworden.

## Geschiedenis
Er is sinds de jaren 80 van de negentiende eeuw een socialistische partij in Frankrijk, zij dat zij steeds onder een andere naam heeft bestaan.
De Parti Ouvrier Français, Franse Arbeiderspartij, werd in 1880 door Paul Lafargue, een schoonzoon van Karl Marx, en door Jules Guesde opgericht, maar viel in 1882 uiteen in een marxistische partij onder Guesde en een gematigde onder Paul Brousse. De twee partijen probeerden beide controle te krijgen over de arbeidersklasse en stonden links van de Républicains radicaux et radicaux-socialistes (RRRS), hoewel de naam het doet vermoeden was dat geen socialistische partij, en rechts van de revolutionaire syndicalisten, die de vakbeweging controleerden. Erg succesvol waren de partijen van Guesde en Brousse niet.
Het socialisme in Frankrijk kreeg in 1899 een nieuwe impuls door de oprichting van de linkse Parti socialiste de France, Socialistische Partij van Frankrijk, en de reformistische Parti socialiste français, Franse Socialistische Partij. Deze laatste partij stond onder leiding van Alexandre Millerand. Millerand werd later president van Frankrijk, maar was toen inmiddels conservatief geworden. Beide partijen werden in 1905 door de inspanning van Jean Jaurès in de Parti socialiste unifié (PSU), Verenigde Socialistische Partij, verenigd. De nieuwe partij stelde zich niet alleen socialistisch op, maar ook pacifistisch. Jaurès, een pacifist en een van de leiders van de PSU stelde zich aan de vooravond van de Eerste Wereldoorlog antimilitaristisch op, maar werd daarom op 31 juli 1914 vermoord. De nationalistische stemming in Frankrijk had uiteindelijk ook invloed op PSU en vooral de reformisten in de partij stelden zich patriottistisch op. Vergelijkbare situaties deden zich in andere Europese landen voor.
De socialisten die tegen oorlog waren leden bij de verkiezingen van 1919 een nederlaag, de patriottische socialisten wonnen daarentegen zetels. De linkervleugel van de partij scheidde zich daarna als Communistische Partij (PCF) af. Het deel van de partij dat overbleef werd door Léon Blum tot de Section française de l'internationale ouvrière (SFIO) omgevormd. De SFIO was net als de Communistische Partij dogmatisch marxistisch, maar wel democratisch en wees de retoriek van de communisten af.
De SFIO maakte in 1924 en in 1932 deel uit van de centrumlinkse regeringen met de RRRS, van het Cartels des Gauches. Samenwerking met de radicalen bleek moeilijk, speciaal op economisch vlak, maar ook door de onwil van PCF om de centrumlinkse regeringen te steunen of zelfs te gedogen. De PCF volgde nauwgezet de Komintern-politiek om niet met de sociaaldemocraten samen te werken. Met de opkomst van het fascisme in Duitsland in de jaren 30 wijzigde de Komintern haar politiek radicaal en riep zij de communistische leiders in Europa op om deel te gaan nemen in centrumlinkse coalitieregeringen. De SFIO, de PCF en de radicalen, de RRRS, sloten in 1934 een akkoord waaruit het Volksfront voortkwam, dat de parlementsverkiezingen van 1936 won en waaruit er een regering werd gevormd. Deze regering onder leiding van de voorzitter van de SFIO Léon Blum viel binnen een jaar uit elkaar, omdat de drie partijen het onderling niet over de economische politiek en het beleid ten aanzien van de Spaanse Burgeroorlog eens konden worden.
De SFIO werd in de Tweede Wereldoorlog door de Duitse bezetter verboden. Léon Blum, een Jood, werd in een concentratiekamp opgesloten, maar overleefde de oorlog wel. Hij was na de Tweede Wereldoorlog zelfs nog even premier. De SFIO herleefde na de bevrijding van 1944 met Guy Mollet als voorzitter. Hij was in 1957 premier van een minderheidsregering, maar de partij takelde langzaam maar zeker af. Gaston Defferre kon in de jaren 60 het tij niet keren, waardoor de SFIO in 1969 werd opgeheven.

## Periode-Mitterrand

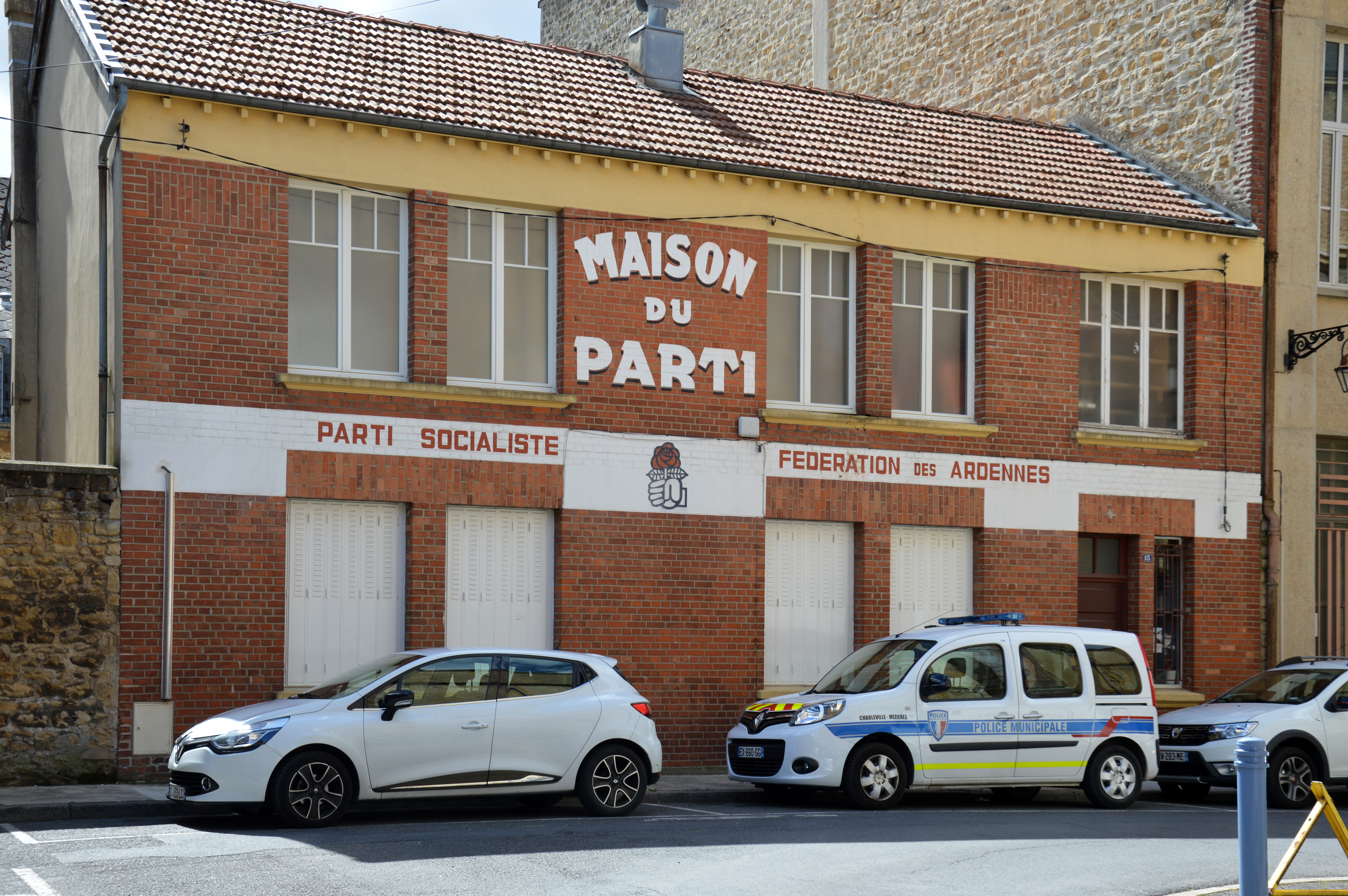
Een plaatselijk partijlokaal in de noordelijke stad Charleville-Mézières

François Mitterrand, een onafhankelijk links Kamerlid, en Alain Savary namen in 1969 het voortouw bij de vorming van de Parti socialiste. Er werden drie congressen gehouden, twee voor de oprichting: het Congrès d'Alfortville en het Congrès d'Issy-les-Moulineaux, beiden in 1969 en later nog een om de oprichting van de nieuwe Parti socialiste te bekrachtigen in 1971: het Congres van Épinay. De SFIO en de Union des Clubs pour le Renouveau de la Gauche fuseerden in juli 1969 tijdens het Congrès d'Issy-les-Moulineaux tot de Parti socialiste. Mitterrand en zijn Convention des Institutions Républicaines bleven na een conflict met de partijleiding van de SFIO voorlopig buiten de nieuwe partij, maar later sloten Mitterrand en zijn aanhangers zich toch nog aan bij de PS aan. Dat was op het Congres van Épinay, dus in 1971 en Mitterrand werd zelfs tot secretaris-generaal van de PS gekozen. Hij wist het in 1972 voor elkaar te krijgen om met de Communistische Partij, die langzaam in Eurocommunistische richting opschoof, samen te werken.
Mitterrand haalde in 1974 tijdens de tweede, beslissende ronde van de presidentsverkiezingen 49,19% van de stemmen tegen 50,80% voor Valéry Giscard d'Estaing. Hij had de socialisten weer op de kaart gezet.
Mitterrand sloot in 1981 een verkiezingsovereenkomst met de Communistische Partij en de Parti radical de gauche en werd haar gezamenlijke presidentskandidaat. Hij won tevens in hetzelfde jaar de presidentsverkiezingen met 51,75% van de stemmen tegen 48,24% van de stemmen voor Giscard d'Estaing en werd zeven jaar later bij de verkiezingen van 1988 herkozen. Tijdens zijn bewind waren er, met uitzondering van 1986-1988 en 1993-1995, socialistische premiers. De premiers waren respectievelijk: Pierre Mauroy (1981-1984), Laurent Fabius (1984-1986), Michel Rocard (1988-1991), de eerste vrouwelijke premier Édith Cresson (1991-1992) en Pierre Bérégovoy (1992-1993).
Mitterrand voerde een strikt socialistisch bewind en nationaliseerde de banken, het verzekeringswezen en de defensie-industrie. De lonen van de arbeiders gingen omhoog en hun werkuren omlaag. De rijke Fransen zetten als gevolg hiervan hun geld en kapitaal op buitenlandse rekeningen en dit leidde mede tot een economische crisis.

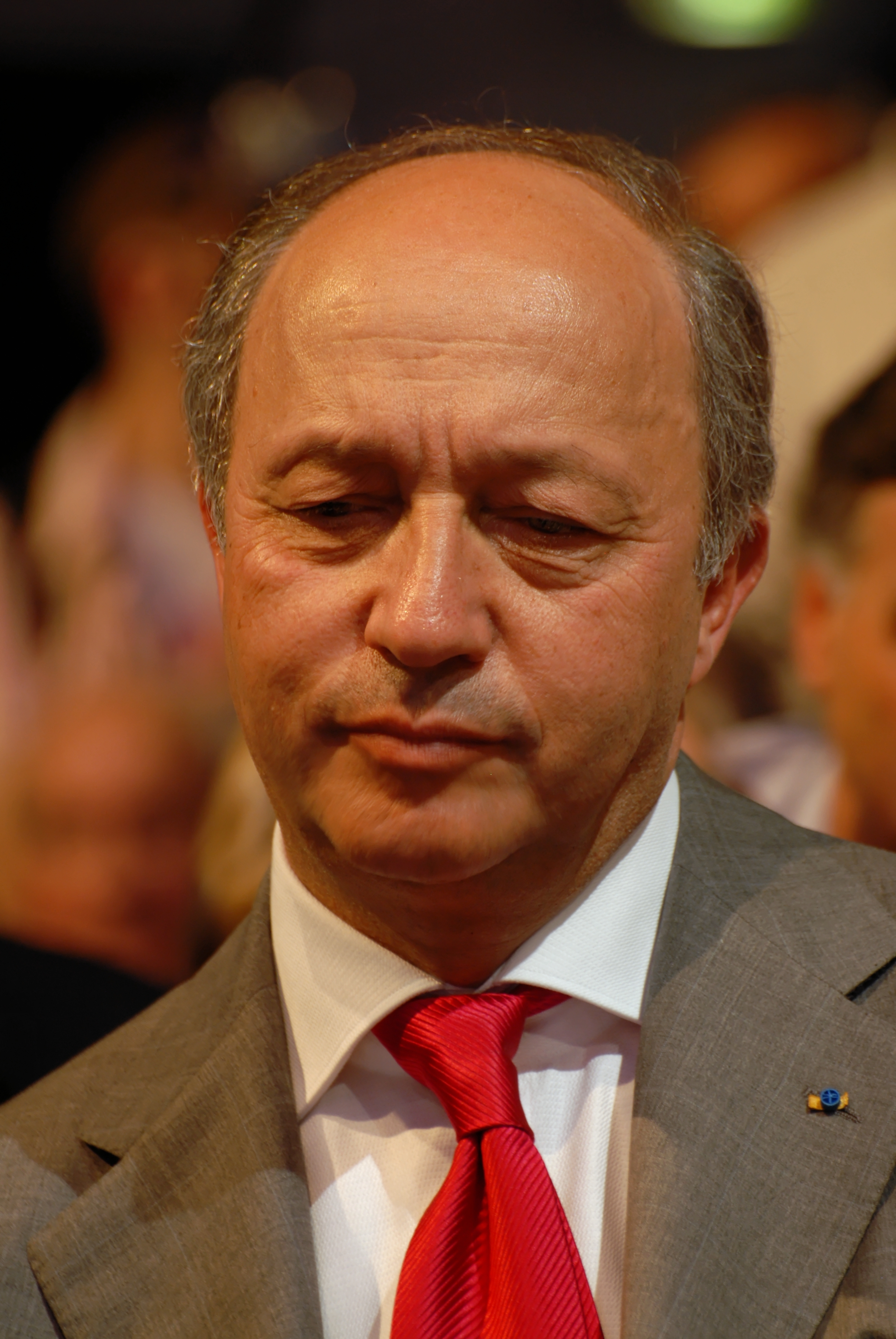
Laurent Fabius (2007)

Mitterrand en zijn premier Laurent Fabius besloten in 1984 om met de PS de markteconomie meer te volgen, maar nog wel volgens de sociaaldemocratie. De partij werd hierna wel fel door extreemlinks bekritiseerd, door de Lutte Ouvrière en de Ligue Communiste Révolutionnaire, die de PS sindsdien niet meer als een ware socialistische partij zien.

## Hollande leidt de oppositie
Mitterrand stopte in 1995 als president. De gaullistische Jacques Chirac versloeg bij de nieuwe presidentsverkiezingen de socialist Lionel Jospin, maar de Parti socialiste won de parlementsverkiezingen van 1997. Jospin werd premier. Dat betekende tot 2002 een situatie van cohabitation. Het beleid van Jospin werd later als progressief liberaal beoordeeld. Hij werd bij de presidentsverkiezingen van 2002 in de eerste stemronde uitgeschakeld, waarna hij de politiek verliet, en werd als premier door de liberaal Jean-Pierre Raffarin opgevolgd. De PS leed bij de snel daaropvolgende parlementsverkiezingen eveneens een nederlaag.
De Parti socialiste beraadde zich daarna onder leiding van François Hollande, oud-minister van onderwijs en arbeid, onder de nieuw te kiezen koers. Hollande zorgde er voor dat Laurent Fabius bij dat overleg werd betrokken. Dat overleg had succes, want bij regionale verkiezingen en de Europese Parlementsverkiezingen in 2004 deed de Part socialiste het goed. Zij werden de grootste socialistische fractie in het Europese Parlement.
59% van de PS-leden stemden op 1 december 2004 voor de Europese Grondwet. Desondanks raadden een aantal prominenten zoals Laurent Fabius en Jean-Luc Mélenchon de kiezer aan om bij het referendum tegen de grondwet te stemmen. De meeste Fransen stemden op 29 mei 2005 tegen de grondwet.

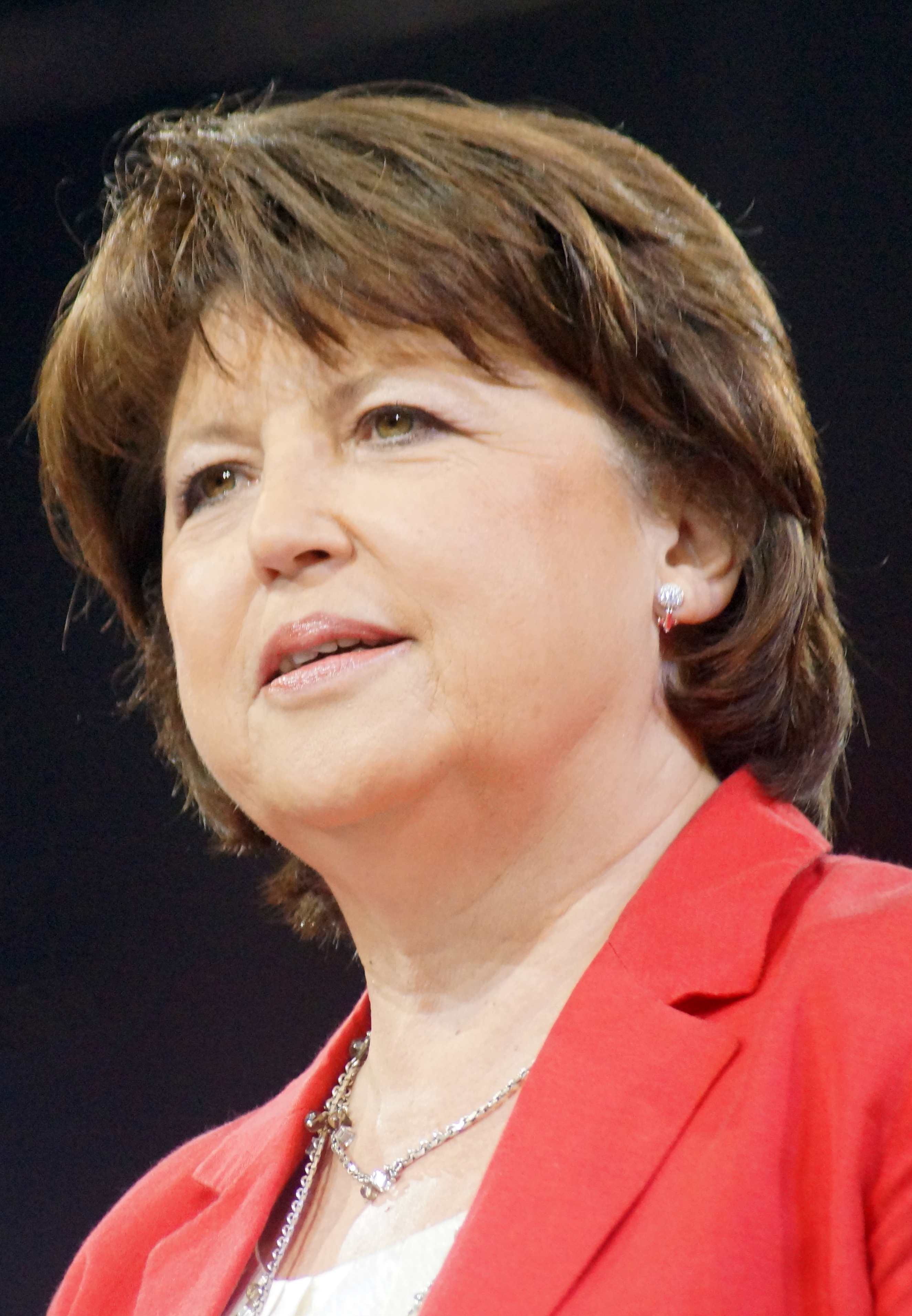
Martine Aubry (2012)

François Hollande, partner van Ségolène Royal, werd in november 2005 kandidaat voor de presidentsverkiezingen van 2007, maar Ségolène Royal bleek populairder. Hollande maakte op 24 mei 2007 bekend dat hij geen voorzitter van de Parti Socialiste meer bleef. Hij steunde Martine Aubry als kandidate en niet Ségolène Royal. Toch werd Ségolène Royal de kandidaat voor de PS, maar zij verloor de verkiezingen van Nicolas Sarkozy.
François versloeg in oktober 2011 in de tweede ronde van de socialistische voorverkiezingen van de Franse presidentsverkiezingen van 2012 wel Martine Aubry. Hij werd daarmee de socialistische tegenstrever van Nicolas Sarkozy. Hij haalde in de eerste ronde van de presidentsverkiezingen 10.273.480 stemmen, 28,63% van het totale aantal. Hij won hiermee van zittend president Sarkozy. Beiden gingen naar de tweede ronde op 6 mei 2012 door. Hollande won die met 51,90% van de stemmen en werd de nieuwe president van Frankrijk.
De Parti socialiste won daarna ook de parlementsverkiezingen, dus die van 2012. Daardoor regeerde François Hollande gedurende zijn ambtsperiode met een premier van de PS.

### Voorverkiezingen 2017
De Parti socialiste hield op 22 en 29 januari 2017 voor de presidentsverkiezingen van 2017 om een kandidaat voor het presidentschap aan te wijzen voorverkiezingen.
Hamon eindigde als 5e in de daaropvolgende presidentsverkiezingen, met 6,36% van de stemmen. Bij de parlementsverkiezingen van 2017 die volgden op de verkiezing van president Emmanuel Macron, zakte de socialistische partij van 280 naar 30 zetels in de Nationale Assemblee, waardoor het op de vierde plaats komt qua zitplaatsen.

## Congressen
- Congrès d'Alfortville (4 mei 1969)
- Congrès d'Issy-les-Moulineaux (11-13 juli 1969)
- Congrès d'Épinay (11-13 juni 1971)
- Congrès de Grenoble (22-24 juni 1973)
- Congrès de Pau (31 januari-12 februari 1975)
- Congrès de Nantes (17-18 juni 1977)
- Congrès de Metz (6-8 april 1979)
- Congrès de Créteil (24 januari 1981)
- Congrès de Valence (23-25 oktober 1981)
- Congrès de Bourg-en-Bresse (28-30 oktober 1983)
- Congrès de Toulouse (11-13 oktober 1985)
- Congrès de Lille (3-5 april 1987)
- Congrès de Rennes (15-18 maart 1990)
- Congrès de l'Arche (13-15 december 1991)
- Congrès de Bordeaux (10-12 juli 1992)
- Congrès du Bourget (22-24 oktober 1993)
- Congrès de Liévin (18-20 november 1994)
- Congrès de Brest (21-23 november 1997)
- Second Congrès de Grenoble (24-26 november 2000)
- Congrès de Dijon (16-18 maart 2003)
- Congrès du Mans (18-20 november 2005)
- Congrès de Reims (14-16 november 2008)

## NUPES
Bij de parlementsverkiezingen 2022 was de PS onderdeel van NUPES, de Nouvelle Union populaire écologique et sociale. Dit blok eindigde als derde, ver achter het blok van president Macron en de partij van Marine Le Pen. Najaar 2023, kort na het begin van de Gaza-oorlog, verlieten de Socialisten NUPES, toen de politieke leider van het radicaal-linkse La France Insoumise, de leider van NUPES, weigerde Hamas] een terreurorganisatie te noemen. 